# Явище флюоресценції у скорпіонів

Флюоресценція у скорпіонів— явище, яке виникає внаслідок опромінення речовини світлом, іонізуючим промінням, проходження крізь неї електричного струму, при хімічних реакціях, механічному впливі тощо. Механізм флюоресценції полягає в тому, що, коли молекула поглинає кванти світла, електрони переходять на вищі енергетичні рівні, а потім повертаються до вихідного стану, випускаючи фотони. Але, оскільки частина енергії втрачається, світло, що випромінює має меншу енергію і відповідно велику довжину хвилі, ніж поглинена. Поглинаючи, наприклад, синє світло, молекула випускає зелений.

## Дослідження хімічного складу і властивостей флюоресцентної речовини
Флюоресценційну властивість скорпіонів вперше помітили Паван і Вахон (1954). Серед членистоногих флуоресценція поверхні тіла була вперше зареєстрована у скорпіонів. Інтенсивність флюоресценції збільшувалася при зміцненні кутикули (Паван і Васон, 1954). У Euscorpius italicus (Herbst, 1800) флуоресцентна речовина концентрується в тонкому гіаліновому шарі кутикули і нерозчинна у воді, а також в інших розчинниках, таких як етиловий ефір, хлороформ, ацетон, бензол, толуол та метанол (Паван і Вахон, 1954). Проте флуоресцентна речовина може бути частково розчинною в спирті, в якій зберігаються скорпіони.
У1973 році  учені вперше намагалися видобути хімічну речовину, відповідальну за флуоресценцію, але результати були нез'ясованими. Сташель англ. Stachel (1999) першим визначив розчинну флуоресцентну сполуку з кутикули скорпіона як алкалоїд β-карболіну, використовуючи розділення тонкошаровою хроматографією та ідентифікацію сполук за допомогою ядерного магнітного резонансу (ЯМР) та високоефективної рідинної хроматографії (ВЕРХ).
Передбачається, що в скорпіонах може існувати більше однієї флуоресцентної сполуки. 7-гідрокси-4-метилкомумарин був визначений як інша флуоресцентна сполука в екстракті скорпіонної кутикули. Використовуючи високоефективну рідинну хроматографію для розділення та виявлення флюоресценції за допомогою флюориметрії, було  запропоновано, що загальна флуоресценція може бути пов'язана з наявністю резиліну — це спеціалізований соляний білок, який знаходиться в зовнішніх шарах кутикули члненистоногих (відомі як екзокутикула і епікутикула).
Скорпіони флюоресцінують у видимому спектрі (400—700нм) при опроміненні УФ-світлом. Флуоресценція скорпіонів розвивається шляхом зміцнення кутикули.Про це свідчить той факт, що скорпіони після линьки не флуоресціюють. Люмінесцентна властивість зростає, коли нова кутикула затвердіє.

## Гіпотези функціонального значення властивості
Жодна з цих особливостей не пояснює, чи пов'язане явище флюоресценції з біологічною адаптацією. Функціональна перевага флюоресценції скорпіону ще не відома. Різні вчені запропонували низку гіпотез. Учені припустили що флуоресценція функціонує як захист від ультрафіолетового світла. П. Х. Браунелл, В. Фет, запропонували, що явище флюоресценції використовується, як спілкування між скорпіонами. Фрост і Джеймер (2001) припустили, що флуоресценція може залишитися поза еволюційним процесом, і явище флюоресценції не має біологічної функції для скорпіонів.
Цілком можливо, що флуоресценція не є адаптивною, а лише незначною властивістю метаболічного продукту з іншим функціональним значенням або взагалі не має функціонального значення.
Дуглас Гаффін з Університету Оклахоми висунув теорію, що скорпіони світяться, щоб перетворити туманне УФ-світло з Місяця та зірок у той колір, який вони бачать найкраще — синьо-зелений. Це могло б пояснити, чому очі скорпіона настільки чудово чутливі до місця, і вони можуть вони можуть виявити слабке сяйво зіркового світла на тлі нічного неба. У відкритому вигляді скорпіони вразливі до гризунів, сов та інших хижаків. Вони люблять притулок, і вони інстинктивно втікають від світла. Гаффін вважає, що скорпіони могли легко знайти такі прихистки, завдяки явищу флюоресценції їхньої кутикули.
У 2010 році Карл Клоук знайшов докази цієї теорії. Він експонував скорпіони в ультрафіолетове випромінювання, щоб використати флюоресцуючі хімічні речовини на їхній шкірі (які руйнуються, коли вони світяться). Клоук виявив, що скорпіони, які все ще можуть світитися, знаходилися на захищеній території від хижаків, тоді як інші знаходилися більше часу на незахищеній території.
Натхненний роботою Клоука, Гаффін вирішив перевірити, як східний піщаний скорпіон (Paruroctonus utahensis) буде поводитися під різнобарвним світлом. Він тримав їх у закритих камерах, освітлював їх різними кольорами, і вимірював, як часто вони намагалися тікати у пошуках прихистку. Скорпіони поводилися аналогічно під синьо-зеленим та ультрафіолетовим світлом, навіть якщо їхні очі набагато чутливі до першого. Гаффін вважав, що все тіло скорпіона, збирає УФ-світло з навколишнього середовища і перетворює його в синьо-зелені довжини хвилі.
У 2005 році Карл Клок з Каліфорнійського університету намагався з'ясувати, чи відповідає деяка потенційна здобич, зокрема, літаючі комахи, на флюоресценцію скорпіона, Він порівнював кількість літаючих комах, зафіксованих на липких пастках, що містять флуоресцент скорпіонів, до кількості, зафіксованого на пастках, що не містять флуоресценту скорпіонів протягом повних і нових місяців. Результати його досліджень чітко показали, що реакція комах до флюоресцентних і нефлюоресцентних скорпіонів залежить від фази місяця. Комахи виявляють та уникають флюоресценцентних скорпіонів під час повного місяця, коли флуоресценція знаходиться на максимальній інтенсивності, але не під час нового місяць, коли флуоресценція має мінімальну інтенсивність. Уникнення флуоресцентних скорпіонів потенційною здобиччю, швидше за все, зменшить швидкість захоплення здобичі скорпіонами. Ця очевидна важливість флюоресценції підкреслює ймовірність того, що флуоресценція має позитивну функцію, яка зберігає свою рису, незважаючи на ці витрати.